# Kallithéa
Kallithéa (grec moderne : Καλλιθέα) est une municipalité grecque de la banlieue d'Athènes, dans la périphérie d'Attique. Par le nombre d'habitants (100 641 selon le recensement de 2011), elle est la huitième ville de Grèce et la quatrième de la région d'Athènes après Athènes, Le Pirée et Peristéri. C'est aussi la deuxième municipalité en termes de densité de population après Neápoli, dans l'agglomération de Thessalonique, avec plus de 23 000 habitants par kilomètre carré.

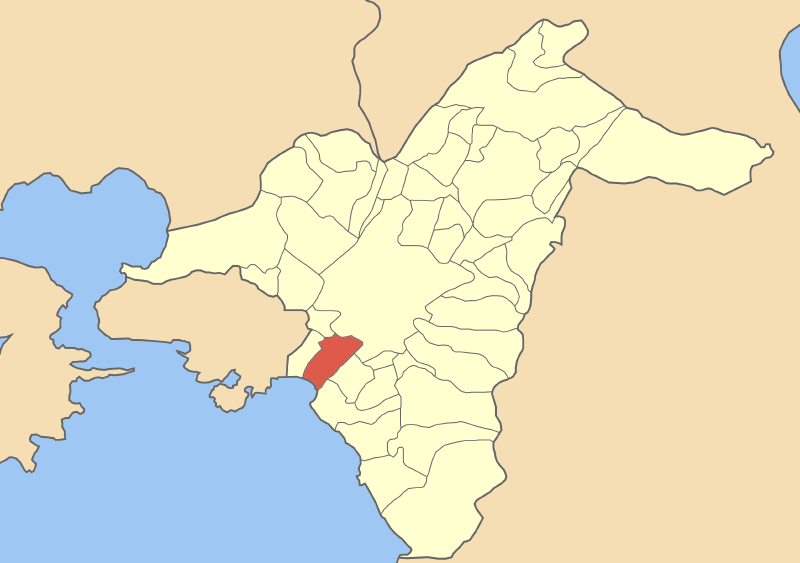
Situation de la commune

## Localisation

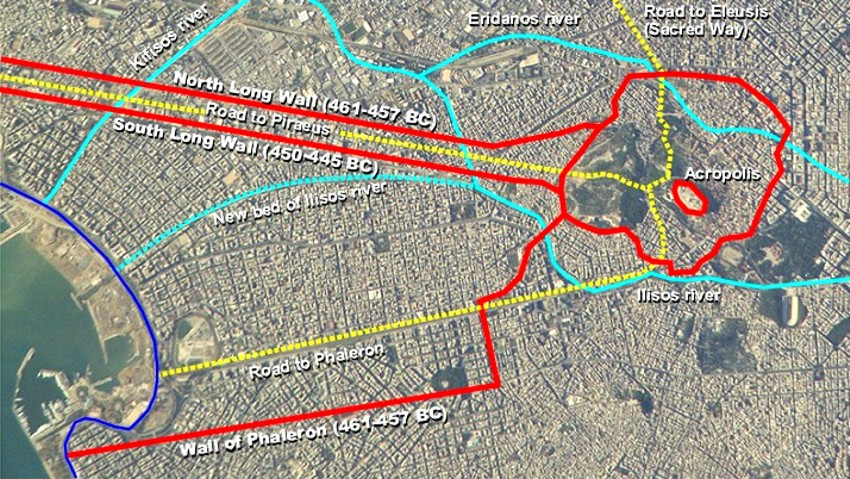
Situation de Kallithéa par rapport à la topographie d'Athènes dans l'Antiquité

Kallithéa est située entre le centre d'Athènes, au nord-est, et le golfe Saronique, au sud-ouest. Au nord-est, la limite de Kallithéa est proche du centre historique et de la colline des Muses et jouxte les quartiers athéniens de Petrálona, Philopappou et Koukaki ; la limite est en partie constituée par le cours de l'Ilissós. Au sud, elle est limitrophe des municipalités de Néa Smýrni et Paleó Fáliro, dont elle est séparée par une grande artère de plus de 6 km de long qui va d'Athènes à la mer, l'avenue Andréas Syngrós. Au nord, elle est bordée par la municipalité de Moscháto-Távros.
Par rapport à la topographie antique, Kallithéa occupe une place importante et centrale de l'espace compris entre le mur sud des Longs Murs et le mur de Phalère.

## Population
| 1981    | 1991    | 2001    | 2011    | 2021   |
| ------- | ------- | ------- | ------- | ------ |
| 117 319 | 114 233 | 109 609 | 100 641 | 97 616 |

## Lieux et monuments
- Centre culturel de la fondation Stávros-Niárchos, près de la baie de Phalère.

## Transports
Les routes principales de Kallithéa sont l'avenue Andréa Syngroú menant vers l'est d'Athènes et l'avenue Poseidonos (en) vers le Pirée et les autres banlieues sud.
Kallithea est desservie par les stations Kallithéa et Távros de la ligne 1 du métro d'Athènes , par les stations de tramway Kallithea et Tzitzifies, et de nombreuses lignes de bus et de trolleybus relient Kallithea à presque toutes les destinations de la métropole d'Athènes.

## Jumelages
| Ville | Ville        | Pays | Pays   |
| ----- | ------------ | ---- | ------ |
|       | Ferrare      |      | Italie |
|       | Sartrouville |      | France |